# 中部方面システム通信群
中部方面システム通信群（ちゅうぶほうめんしすてむつうしんぐん、JGSDF Middle Army System Signal Group）は、陸上自衛隊伊丹駐屯地（兵庫県伊丹市）に群本部が駐屯する中部方面隊直轄のシステム通信科の編合部隊である。

## 概要
群長は1等陸佐（二）が充てられ、有線電話や無線通信、暗号に衛星通信などについて操作運用から機材整備など、通信に関することを担当する。
主任務は中部方面隊内各部隊との通信確保である。また、方面隊内におけるシステム通信に関する事項も任務としており、関係各部隊のシステム通信部門と密接に連携している。
中部方面隊の通信確保のため、群全部が同一駐屯地に所在することはなく、群本部・基地通信部隊本部および基地システム通信中隊・野外通信部隊（指揮所通信大隊、中枢交換通信中隊）は中部方面総監部が所在する伊丹駐屯地に所在し、師団・旅団司令部所在駐屯地に基地通信中隊とその管内に所在する各駐（分）屯地に基地通信中隊派遣隊を配置している。
2004年（平成16年）3月から中部方面後方支援隊第302通信直接支援隊が群に対する各種整備業務支援を行っている。

## 沿革
中部方面通信隊
- 1963年（昭和38年）3月31日：中部方面通信隊が編成完結。

1. 本部及び本部付隊が伊丹駐屯地に編成。
2. 第104通信運用大隊・第302搬送通信中隊が大久保駐屯地に編成。
3. 第103基地通信大隊（豊中分屯地）を編合。

※ 編成：隊本部及び本部付隊、第103基地通信大隊、第104通信運用大隊、第302搬送通信中隊、各基地通信隊
中部方面通信群
- 1968年（昭和43年）3月1日：中部方面通信群に称号変更。
- 1970年（昭和45年）3月15日：部隊移駐。

1. 第104通信運用大隊が大久保駐屯地から伊丹駐屯地へ移駐。
2. 第302搬送通信中隊が大久保駐屯地から豊中分屯地へ移駐。
3. 第103基地通信大隊が豊中分屯地から伊丹駐屯地へ移駐。

- 1975年（昭和50年）3月26日：基地通信業務を駐屯地単位方式から地域担任方式に改編（基地通信隊を廃止し、基地通信中隊派遣隊として分派）。
- 1976年（昭和51年）3月25日：第104通信運用大隊本部中隊が本部管理中隊に改編。
- 1997年（平成09年）3月28日：第104通信運用大隊本部管理中隊内に映像伝送班を新編。
- 2001年（平成13年）3月26日：第105システム管理隊を伊丹駐屯地に新編。
- 2002年（平成14年）3月27日：映像伝送班が第104通信運用大隊本部管理中隊から群本部中隊へ移動。
- 2004年（平成16年）3月27日：部隊改編。

1. 第104通信運用大隊本部管理中隊が本部付隊に改編。
2. 中部方面隊の後方支援体制変換に伴い、整備部門を中部方面後方支援隊第302通信直接支援隊に移管。

- 2005年（平成17年）3月28日：送信所設備を豊中分屯地から兵庫県川西市久代に移転。
- 2006年（平成18年）3月27日：部隊新編。

1. 第103基地通信大隊と第105システム管理隊を再編し、第104基地システム通信大隊を伊丹駐屯地に新編。
2. 第310基地通信中隊を改編し第304基地システム通信中隊を伊丹駐屯地に新編。

- 2012年（平成24年）3月26日：部隊新編。

1. 四国内（第14旅団担当地域）の駐（分）屯地に駐屯していた旧第312基地通信中隊の派遣隊で構成される第323基地通信中隊を善通寺駐屯地に新編。
2. 第104通信運用大隊を改編し、第104指揮所通信大隊を伊丹駐屯地に新編。
3. 第302搬送通信中隊を改編し、第303中枢交換通信中隊を伊丹駐屯地に新編。

- 2018年（平成30年）3月27日：第312基地通信中隊美保派遣隊を航空自衛隊美保基地に併設された美保分屯地に新編。

中部方面システム通信群
- 2022年（令和04年）3月17日：中部方面システム通信群に称号変更[1]。

## 部隊編成
- 中部方面システム通信群本部
- 中部方面システム通信群本部中隊「中シ通群-本」
  - 中隊本部
  - 群本部班
  - 映像写真小隊 
    - 小隊本部
    - 地上伝送班
    - 写真班
    - 空中伝送班（八尾駐屯地）

  - 通信群教育隊
- 第104基地システム通信大隊
  - 第104基地システム通信大隊本部
  - 第104基地システム通信大隊本部付隊「104基シ通-本」
  - 第304基地システム通信中隊（伊丹駐屯地）
  - 第306基地通信中隊（守山駐屯地）
    - 中隊本部
    - 岐阜派遣隊（岐阜分屯地、派遣隊長は中隊長が兼務）
    - 富山派遣隊（富山駐屯地）
    - 金沢派遣隊（金沢駐屯地）
    - 鯖江派遣隊（鯖江駐屯地）
    - 春日井派遣隊（春日井駐屯地）
    - 豊川派遣隊（豊川駐屯地）
    - 久居派遣隊（久居駐屯地）
    - 明野派遣隊（明野駐屯地）

  - 第312基地通信中隊（海田市駐屯地）
    - 中隊本部
    - 米子派遣隊（米子駐屯地）
    - 美保派遣隊（美保分屯地）
    - 出雲派遣隊（出雲駐屯地）
    - 日本原派遣隊（日本原駐屯地）
    - 三軒屋派遣隊（三軒屋駐屯地）
    - 山口派遣隊（山口駐屯地）
    - 防府派遣隊（防府分屯地）

  - 第318基地通信中隊（千僧駐屯地）
    - 中隊本部
    - 八尾派遣隊（八尾駐屯地）
    - 宇治派遣隊（宇治駐屯地）
    - 祝園派遣隊（祝園分屯地）
    - 桂派遣隊（桂駐屯地）
    - 福知山派遣隊（福知山駐屯地）
    - 大久保派遣隊（大久保駐屯地）
    - 信太山派遣隊（信太山駐屯地）
    - 大津派遣隊（大津駐屯地）
    - 今津派遣隊（今津駐屯地）
    - 青野原派遣隊（青野原駐屯地）
    - 姫路派遣隊（姫路駐屯地）
    - 和歌山派遣隊（和歌山駐屯地）

  - 第323基地通信中隊（善通寺駐屯地）
    - 中隊本部
    - 高知派遣隊（高知駐屯地）
    - 松山派遣隊（松山駐屯地）
    - 徳島派遣隊（徳島駐屯地）
    - 北徳島派遣隊（北徳島分屯地）
- 第104指揮所通信大隊
  - 第104指揮所通信大隊本部
  - 第104指揮所通信大隊本部付隊「104指通-本」
  - 指揮所通信中隊「104指通-指」
  - 通信支援隊「104指通-支」
- 第303中枢交換通信中隊「303中枢交」
  - 中隊本部

## 整備支援部隊
- 中部方面後方支援隊第302通信直接支援隊「302通直支」（伊丹駐屯地）：2004年（平成16年）3月27日から

## 主要幹部
| 官職名                   | 階級    | 氏名   | 補職発令日     | 前職 |
| ------------------------ | ------- | ------ | -------------- | ---- |
| 中部方面システム通信群長 | 1等陸佐 | 保田亮 | 2025年03月17日 |      |

| 代                       | 氏名             | 在職期間                                                    | 前職                                                                           | 後職                                                                           |
| 中部方面通信群長         | 中部方面通信群長 | 中部方面通信群長                                            | 中部方面通信群長                                                               | 中部方面通信群長                                                               |
| ------------------------ | ---------------- | ----------------------------------------------------------- | ------------------------------------------------------------------------------ | ------------------------------------------------------------------------------ |
| 01                       | 本庄政治         | 1963年03月31日 - 1964年07月15日 ※1964年01月01日 1等陸佐昇任 | 中部方面総監部勤務                                                             | 陸上幕僚監部通信課運用班長                                                     |
| 02                       | 根岸八州雄       | 1964年07月16日 - 1965年07月15日 ※1965年07月01日 1等陸佐昇任 | 陸上自衛隊調査学校勤務                                                         | 中部方面総監部通信課長                                                         |
| 03                       | 大西啓           | 1965年07月16日 - 1967年07月16日                             | 統合幕僚会議事務局第5幕僚室                                                    | 陸上幕僚監部第3部業務計画班長                                                  |
| 04                       | 三浦二郎         | 1967年07月17日 - 1969年07月15日 ※1969年01月01日 1等陸佐昇任 | 陸上自衛隊調査学校勤務                                                         | 陸上幕僚監部通信課運用班長                                                     |
| 05                       | 小崎好一         | 1969年07月16日 - 1971年07月15日                             | 陸上幕僚監部第3部勤務                                                          | 陸上自衛隊通信補給処保管部長                                                   |
| 06                       | 飛渡洋三         | 1971年07月16日 - 1973年07月15日                             | 陸上幕僚監部第3部勤務                                                          | 通信団本部高級幕僚                                                             |
| 07                       | 本田武           | 1973年07月16日 - 1976年03月15日                             | 陸上自衛隊関西地区補給処通信部長                                               | 中央基地通信隊長                                                               |
| 08                       | 坂本八朗         | 1976年03月16日 - 1978年07月31日                             | 陸上自衛隊会計監査隊 中部方面分遣隊長                                          | 中部方面総監部勤務                                                             |
| 09                       | 吉河三和         | 1978年08月01日 - 1980年07月31日                             | 陸上自衛隊通信学校勤務                                                         | 陸上自衛隊通信補給処総務部長                                                   |
| 10                       | 井上武           | 1980年08月01日 - 1982年03月15日                             | 陸上幕僚監部教育訓練部教育課 教材班長                                          | 陸上自衛隊通信学校第1教育部長                                                  |
| 11                       | 三石勉           | 1982年03月16日 - 1984年03月15日                             | 陸上幕僚監部装備部通信電子課 通信器材班長                                      | 陸上自衛隊通信学校研究部長                                                     |
| 12                       | 田中勇           | 1984年03月16日 - 1986年03月16日                             | 陸上自衛隊通信学校学校教官                                                     | 陸上自衛隊幹部学校研究員                                                       |
| 13                       | 田中常光         | 1986年03月17日 - 1988年07月31日                             | 陸上自衛隊幹部学校研究員                                                       | 陸上自衛隊幹部学校勤務                                                         |
| 14                       | 宮本芳昌         | 1988年08月01日 - 1990年03月15日                             | 陸上自衛隊幹部学校研究員                                                       | 通信保全監査隊長                                                               |
| 15                       | 佐藤光武         | 1990年03月16日 - 1992年03月15日                             | 統合幕僚会議事務局第5幕僚室 長期班長                                           | 北部方面総監部装備部長                                                         |
| 16                       | 猪狩正道         | 1992年03月16日 - 1994年03月31日                             | 陸上幕僚監部教育訓練部訓練課 教範・教養班長                                    | 通信保全監査隊長                                                               |
| 17                       | 佐伯義則         | 1994年04月01日 - 1996年06月30日                             | 陸上幕僚監部人事部募集課 募集班長                                              | 統合幕僚会議事務局第3幕僚室 運用計画調整官 兼 総括班長                         |
| 18                       | 廣田義則         | 1996年07月01日 - 1998年03月25日                             | 陸上幕僚監部人事部厚生課 厚生班長                                              | 陸上幕僚監部監理部総務課庶務室長                                               |
| 19                       | 新井俊幸         | 1998年03月26日 - 2000年11月30日                             | 陸上自衛隊通信補給処企画室長                                                   | 調達実施本部名古屋支部副支部長                                                 |
| 20                       | 畑中誠           | 2000年12月01日 - 2003年03月31日                             | 統合幕僚会議事務局第5幕僚室 長期班長                                           | 陸上自衛隊幹部学校主任教官                                                     |
| 21                       | 成田千春         | 2003年04月01日 - 2004年11月30日                             | 陸上幕僚監部防衛部防衛課勤務                                                   | 陸上幕僚監部防衛部防衛課勤務                                                   |
| 22                       | 橋本純一         | 2004年12月01日 - 2006年08月03日                             | 陸上幕僚監部装備部通信電子課 通信器材班長                                      | 情報本部                                                                       |
| 23                       | 馬塲清美         | 2006年08月04日 - 2008年11月30日                             | 陸上自衛隊研究本部研究員                                                       | 自衛隊福島地方協力本部長                                                       |
| 24                       | 秋山賢司         | 2008年12月01日 - 2010年11月30日                             | 統合幕僚監部総括副報道官                                                       | 陸上自衛隊補給統制本部 通信電子部長                                            |
| 25                       | 児玉巌           | 2010年12月01日 - 2012年07月31日                             | 陸上自衛隊幹部学校学校教官                                                     | 自衛隊旭川地方協力本部長                                                       |
| 26                       | 梅田将           | 2012年08月01日 - 2013年08月21日                             | 陸上幕僚監部防衛部防衛課 防衛調整官                                            | 陸上幕僚監部人事部厚生課長                                                     |
| 27                       | 丹間章人         | 2013年08月22日 - 2015年03月31日                             | 統合幕僚監部指揮通信システム部 指揮通信システム企画課 指揮通信システム企画班長 | 陸上自衛隊通信学校第1教育部長                                                  |
| 28                       | 伊藤幸二         | 2015年04月01日 - 2016年12月19日                             | 陸上幕僚監部防衛部 情報通信・研究課情報通信室長                                | 陸上自衛隊研究本部主任研究開発官                                               |
| 29                       | 吉原孝典         | 2016年12月20日 - 2019年03月22日                             | 防衛装備庁プロジェクト管理部 統合装備計画官付統合装備計画室 装備計画調整官     | 陸上自衛隊教育訓練研究本部勤務                                                 |
| 30                       | 一戸信逸         | 2019年03月23日 - 2021年12月21日                             | 陸上幕僚監部装備計画部 通信電子課通信器材班長                                  | 陸上自衛隊教育訓練研究本部勤務                                                 |
| 末                       | 竹永竜也         | 2021年12月22日 - 2022年03月16日                             | 陸上幕僚監部防衛部防衛課防衛調整官                                             | 中部方面システム通信群長                                                       |
| 中部方面システム通信群長 |                  |                                                             |                                                                                |                                                                                |
| 01                       | 竹永竜也         | 2022年03月17日 - 2023年03月12日                             | 中部方面通信群長                                                               | 陸上自衛隊教育訓練研究本部 主任研究開発官                                      |
| 02                       | 山口慎吾         | 2023年03月13日 - 2025年03月16日                             | 陸上幕僚監部指揮通信システム・情報部 指揮通信システム課指揮通信システム班長    | 統合幕僚監部指揮通信システム部 指揮通信システム企画課 指揮通信システム開発室長 |
| 03                       | 保田亮           | 2025年03月17日 -                                            |                                                                                |                                                                                |